# Georges Henri Falck
Georges-Henri Falck (Wissembourg, 1802 – Wissembourg, 7 aprile 1885) fu un imprenditore franco-italiano.

## Biografia
Georges-Henri Falck era nipote di Jean Didier Falck, comandante napoleonico della gendarmeria di Landau. Laureatosi in ingegneria meccanica con una specializzazione in siderurgia, svolse l'apprendistato a Mulhouse in Alsazia e presso la società di costruzioni meccaniche Risler & Dixon di Cernay.
Nel 1833 venne chiamato in Italia, come consulente alla ferriera Gaetano Rubini di Dongo della quale diverrà in seguito direttore. Le innovazioni apportate da Georges-Henri all'azienda dei Rubini furono molteplici e innovative per l'epoca, come ad esempio la sostituzione dell'altoforno di tipo bergamasco con un nuovo modello inglese, installando inoltre un laminatore che fu tra i primi ad essere in uso in Italia. L'acciaieria divenne così in breve tempo una delle più moderne di tutta la penisola e Falck divenne socio dell'impresa stessa nel 1839. Nel 1853 raggiunse le fonderie Badoni a Lecco per svolgervi lavori di modernizzazione.
Tornato in Francia nel 1865, lasciò la guida della ferriera al figlio Enrico, il quale nel 1863 aveva sposato l'erede della ferriera, Irene Rubini, trasferendo così la proprietà dell'azienda nelle mani della famiglia Falck. In Francia trascorse gli ultimi anni della sua vita, distaccandosi completamente dal lavoro e morendo nel 1885.
Di fede calvinista, nel 1827 aveva sposato la cattolica Barbara Noblat da cui aveva avuto un figlio, Enrico.